# Nelima aladjensis
Nelima aladjensis is een hooiwagen uit de familie Sclerosomatidae.